# Pepe Jara
Pepe Jara (* 25. Dezember 1928 in Ciudad Madero; † 30. Juli 2005 in Mexiko-Stadt), bekannt als El Trovador Solitario war ein mexikanischer Sänger.
Jara wuchs in Chihuahua auf und lebte seit 1947 in Mexiko-Stadt. Er gehörte dort Gruppen wie Los Pepes, El Culiacán und Los Duendes an und galt als der wichtigste Interpret der Lieder des Komponisten Álvaro Carrillo. Bekannt wurden Titel wie Echame a mí la Culpa, Te Odio, Te Quiero, Último Trago und Serenata sin Luna. Sein Repertoire umfasste u. a. Boleros von Guty Cárdenas, Gonzalo Curiel, Gabriel Ruiz Galindo, Ricardo López Méndez, Ricardo Palmerín, Juan Díaz del Moral, María Greever, Agustín Lara, Pastor Cervera, José Antonio Zorrilla und Gabriel Luna de la Fuente. Jara war befreundet mit Künstlern wie Pedro Infante, Amparo Montes und den Schriftstellern Octavio Paz, Gabriel García Márquez und Carlos Fuentes. Auf Anregung der letzteren entstand sein Erinnerungsbuch El Andariego.  